# Iced Earth (албум)
Iced Earth е дебютния албум на американската метъл група Iced Earth. Издаден е през ноември 1990 г. на международния пазар и през февруари 1991 г. в САЩ. Оригиналното издание на този албум има три различни версии – международна, американска и японска. Този албум е единствения на барабаниста Майк Макджил с Iced Earth, както и последен за вокалиста Джийн Адам. В този албум и неговия наследник „Night of Stormrider“, Iced Earth следват по-традиционното траш звучене, отколкото пауър метъл посоката, по която групата ще поеме след присъединяването на вокалиста Матю Барлоу. Iced Earth продължава пауър метъл формулата до напускането на Бърлоу и неговия заместник Тим Оуенс започва да пее в жанр между траш и пауър метъла.
Първите три албуми на Iced Earth (този албум, „Night of Stormrider“ и „Burnt Offerings“) са ремастирани през 2001 г. и всеки един от тях има нова обложка.

## Списък на песните
1. „Iced Earth“ – 5:22
2. „Written on the Walls“ – 6:06
3. „Colors“ – 4:50
4. „Curse the Sky“ – 4:41
5. „Life and Death“ – 6:07
6. „Solitude“ – 1:44
7. „The Funeral“ – 6:15
8. „When the Night Falls“ – 8:44

## Участници
- Джийн Адам – вокали
- Джон Шафер – ритъм китара, беквокали
- Ранди Шоуър – китара
- Дейв Абел – бас китара
- Майк Макджил – барабани